# Беатриса Португальська (графиня Альбуркерке)
Беатриса Португальська (бл. 1347/51 — 5 липня 1381) — графиня-консорт Альбукерке, дочка короля Португалії Педру I і Інес де Кастро.

## Біографія
Беатриса народилася в Коїмбра близько 1347/51 року. Право Беатриси вважатися інфантою (принцесою) Португалії є спірним. Деякі історики вважають її природною дочкою Педру I, тому вона ніколи не могла носити титул інфанти Португальської. Інші ж стверджують, що вбивство Інес де Кастро було замовлене батьком Педру, королем Афонсу IV; після сходження на престол принц визнав, що таємно одружився з Інес, і тому вона була законною королевою Португалії.
Беатриса Португальська стала графинею Альбуркерке, вступивши в шлюб з Санчо Альфонсо, 1-м графом Альбуркерке в 1373 році. У них було двоє дітей:
- Фердинанд (1373 — 1385) — 2-й граф Альбуркерке
- Елеонора Уррака (вересень 1374 — 16 грудня 1435) — дружина Фердинанда I Арагонського

Беатриса Португальська померла в 1381 році.